# Ljoedmila Savroelina
Ljoedmila Savroelina (Russisch: Людмила Саврулина-Киселёва, Engels: Lyudmila Savrulina) (Jekaterinenburg, 25 juli 1951) is een schaatsster uit de Sovjet-Unie. Ze vertegenwoordigde haar vaderland op de Olympische Winterspelen 1972 in Sapporo.

## Resultaten

### Olympische Spelen
| Jaar | Plaats  | Resultaten                                  |
| ---- | ------- | ------------------------------------------- |
| 1972 | Sapporo | 10e 1000 meter 14e 1500 meter 8e 3000 meter |

### Wereldkampioenschappen
| Jaar | Plaats     | Resultaten   |
| ---- | ---------- | ------------ |
| 1972 | Heerenveen | 7e Allround  |
| 1973 | Strömsund  | 14e Allround |

### Europese kampioenschappen
| Jaar | Plaats   | Resultaten  |
| ---- | -------- | ----------- |
| 1972 | Inzell   | Allround    |
| 1973 | Brandu   | 9e Allround |
| 1974 | Alma-Ata | 4e Allround |

### USSR kampioenschappen
| Jaar | 500 m | 1000 m | 1500 m | 3000 m | Allround | Sprint |
| ---- | ----- | ------ | ------ | ------ | -------- | ------ |
| 1971 |       |        |        |        | 7e       | DNF    |
| 1972 |       |        |        |        | Brons    |        |
| 1973 | 20e   | 5e     | 4e     | 4e     | Goud     |        |
| 1974 |       |        |        |        | Brons    |        |
| 1980 |       |        |        |        | Brons    | 5e     |
| 1981 |       |        |        |        | 7e       |        |

## Persoonlijke records
| Afstand    | Tijd    | Datum            | Baan  |
| ---------- | ------- | ---------------- | ----- |
| 500 meter  | 1.43,50 | 3 april 1980     | Medeo |
| 1000 meter | 1.24,77 | 2 april 1980     | Medeo |
| 1500 meter | 2.11,28 | 4 januari 1981   | Medeo |
| 3000 meter | 4.39,52 | 4 januari 1981   | Medeo |
| 5000 meter | 8.06,40 | 27 december 1980 | Medeo |